# Arrondissement del Senegal

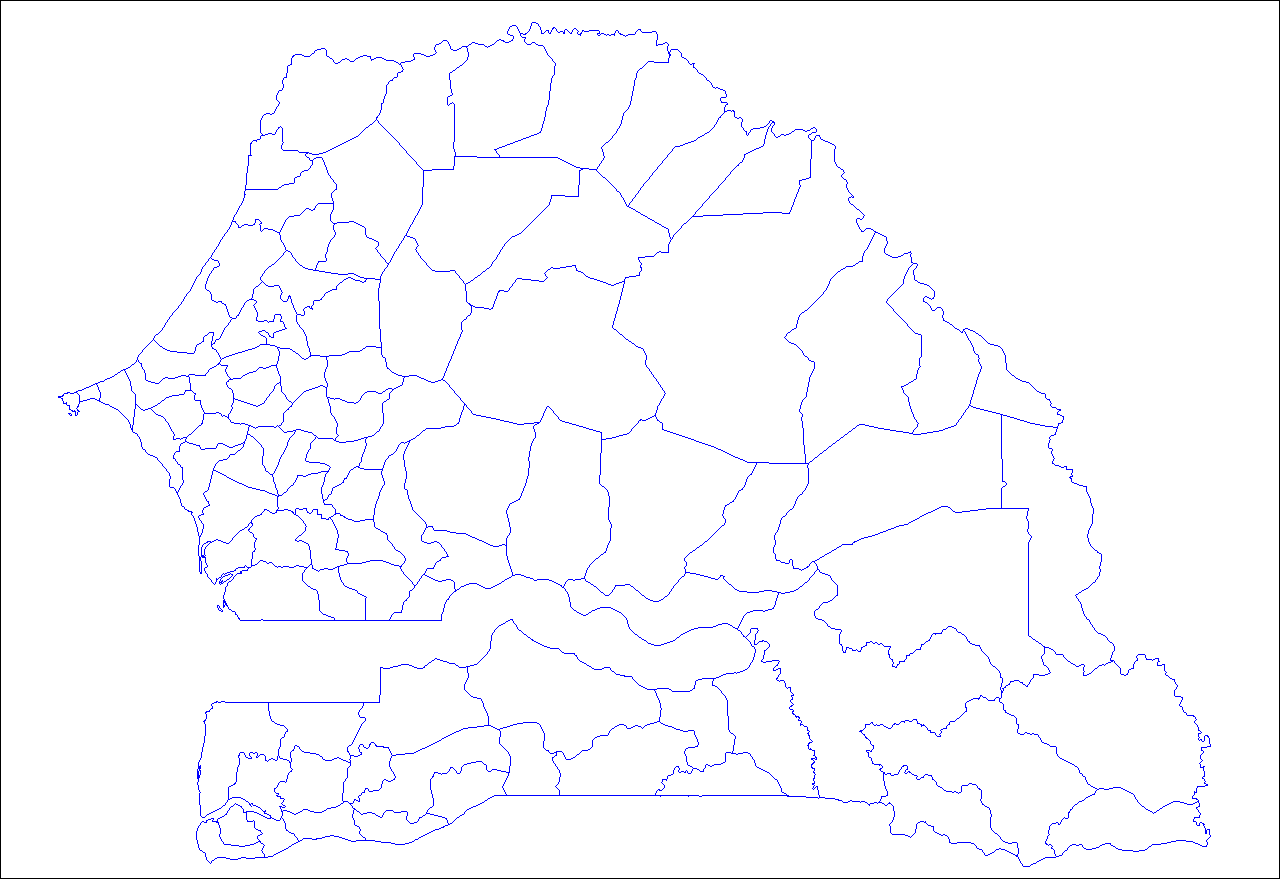
Arrondissement del Senegal

Gli arrondissement del Senegal costituiscono la suddivisione territoriale di terzo livello del Paese, dopo le regioni e i dipartimenti e ammontano a 92.

## Lista

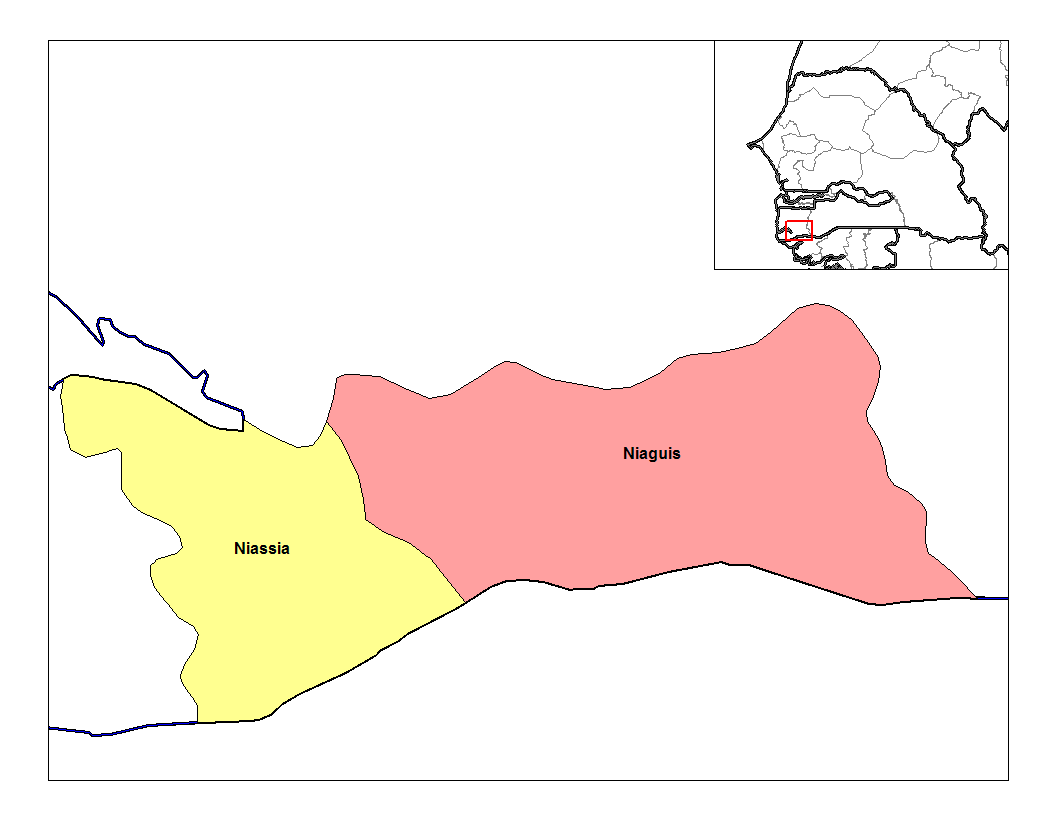
Arrondissement di Ziguinchor

Bakel
- Arrondissement di Bala
- Arrondissement di Diawara
- Arrondissement di Goudiry
- Arrondissement di Kidira

Bambey
- Arrondissement di Baba Garage
- Arrondissement di Lambaye
- Arrondissement di Ngoye

Bignona
- Arrondissement di Diouloulou
- Arrondissement di Sindian
- Arrondissement di Tendouck
- Arrondissement di Tenghori

Dagana
- Arrondissement di Ross-Bethio
- Arrondissement di Mbane

Dakar
- Arrondissement di Almadies
- Arrondissement di Grand Dakar

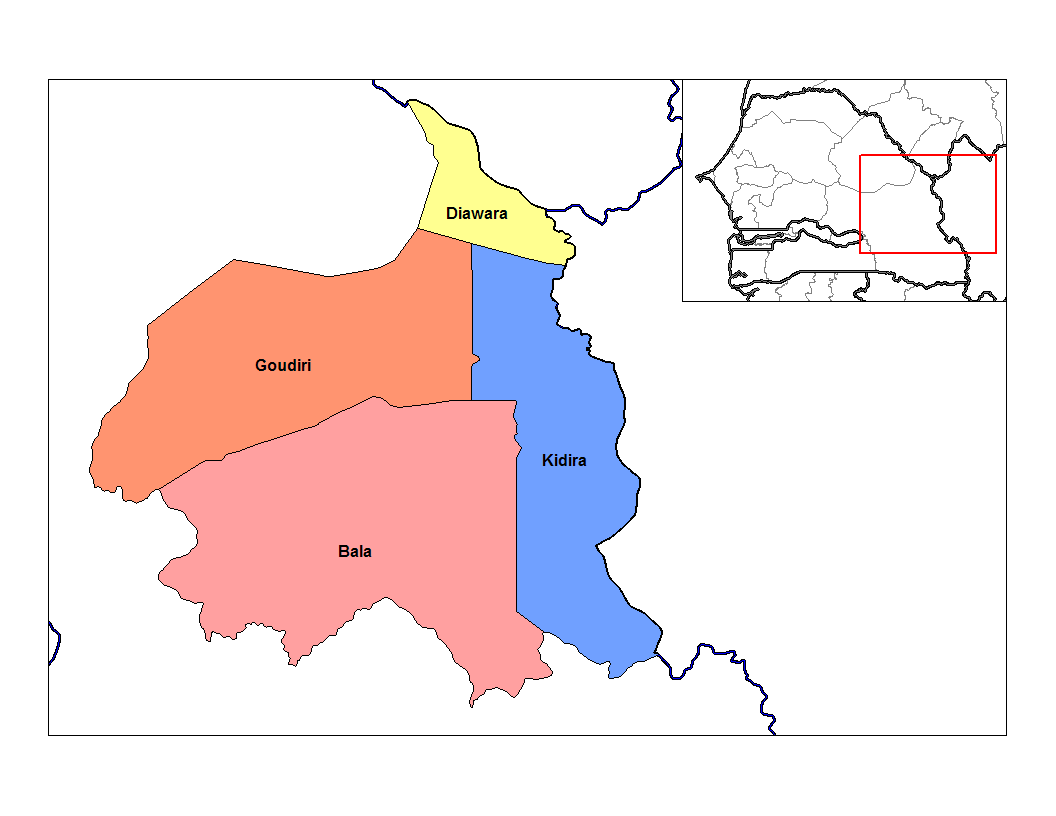
Arrondissement di Bakel

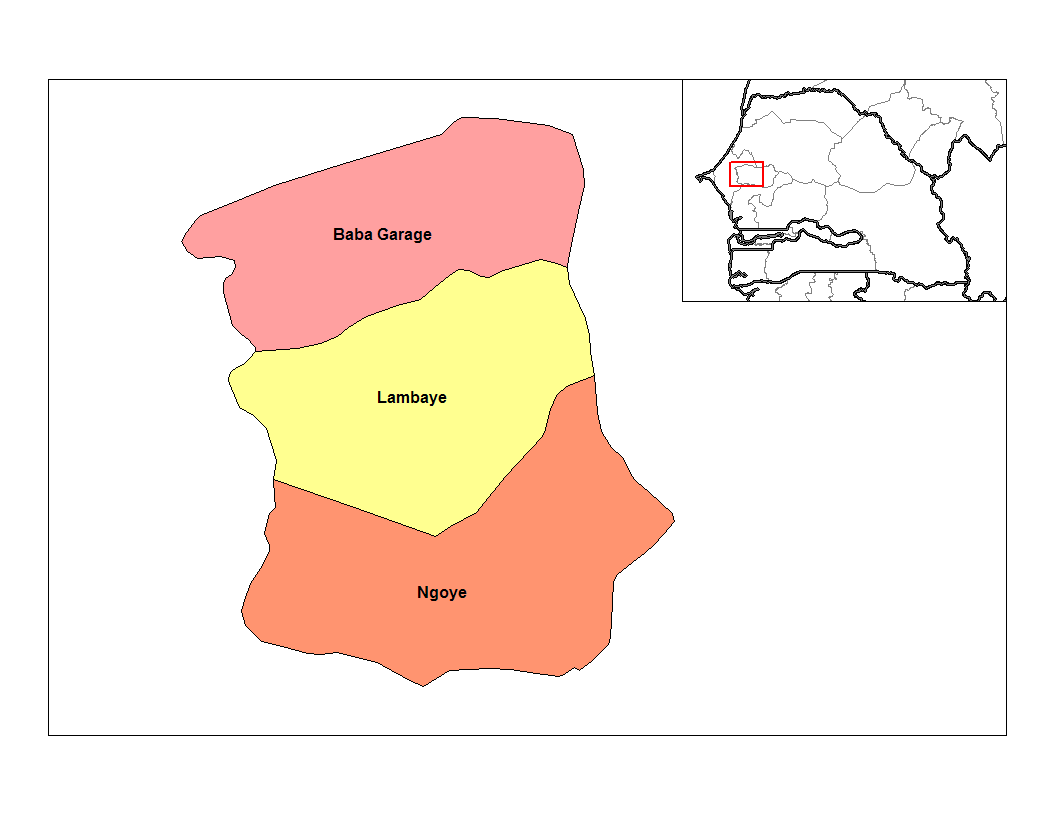
Arrondissement di Bambey

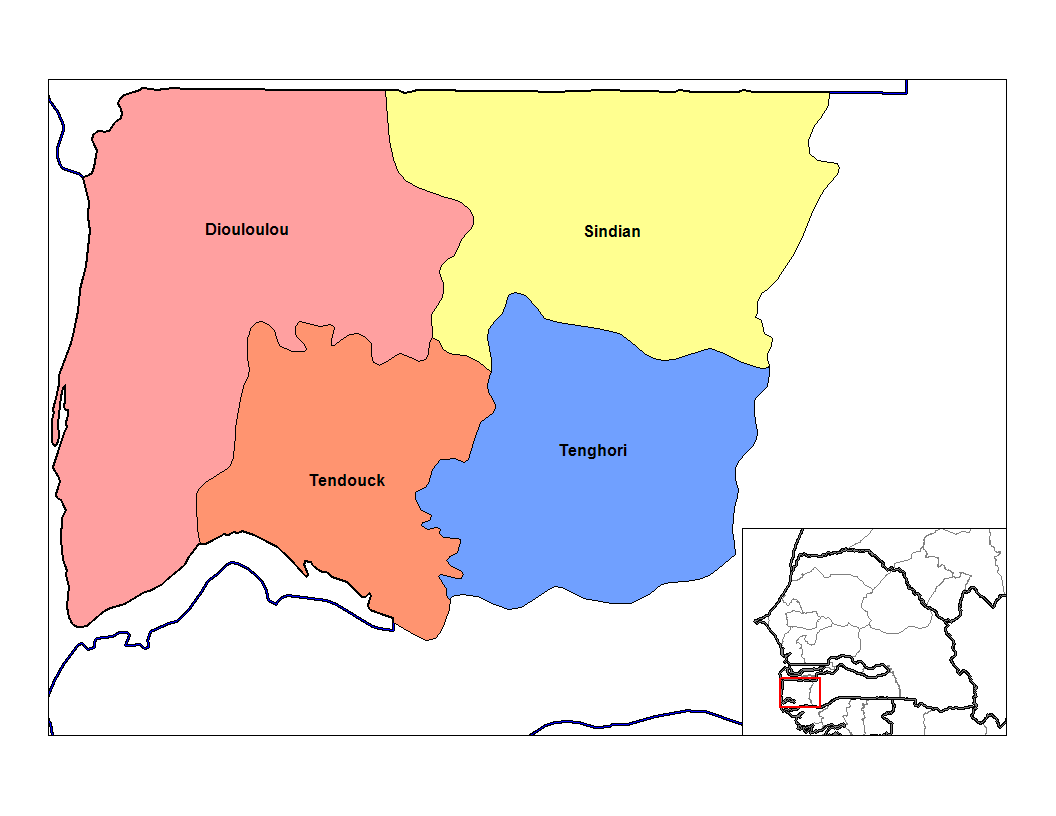
Arrondissement di Bignona

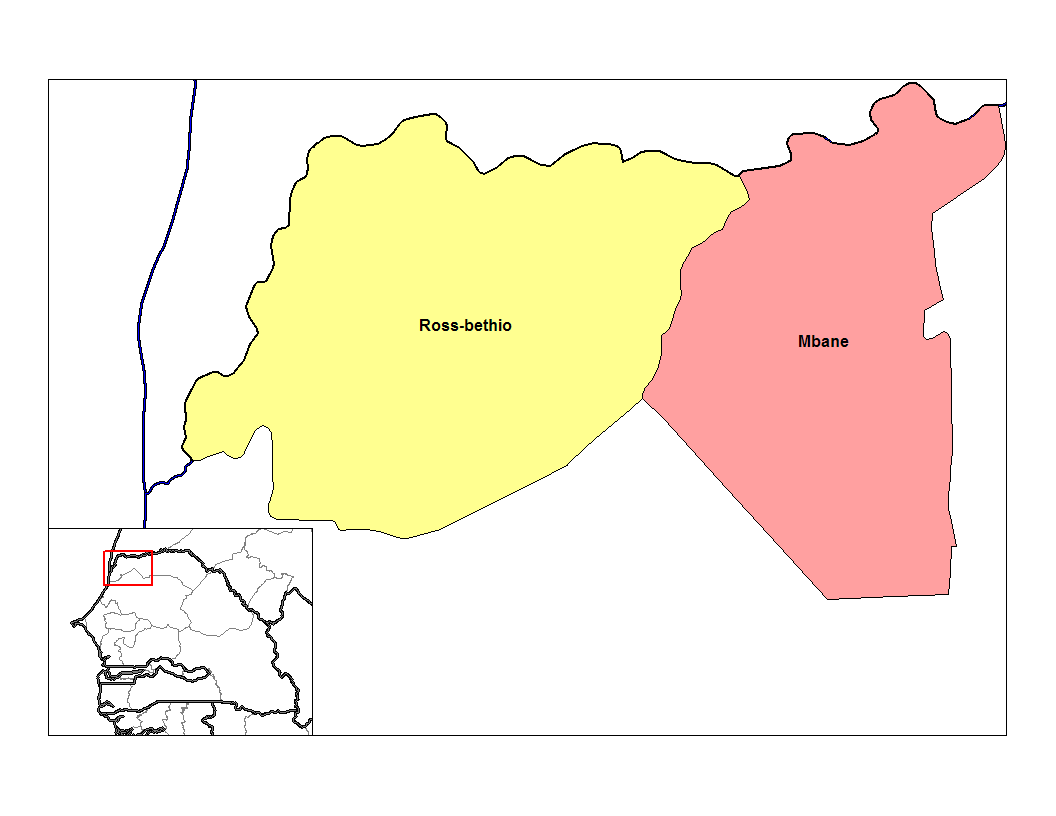
Arrondissement of Dagana

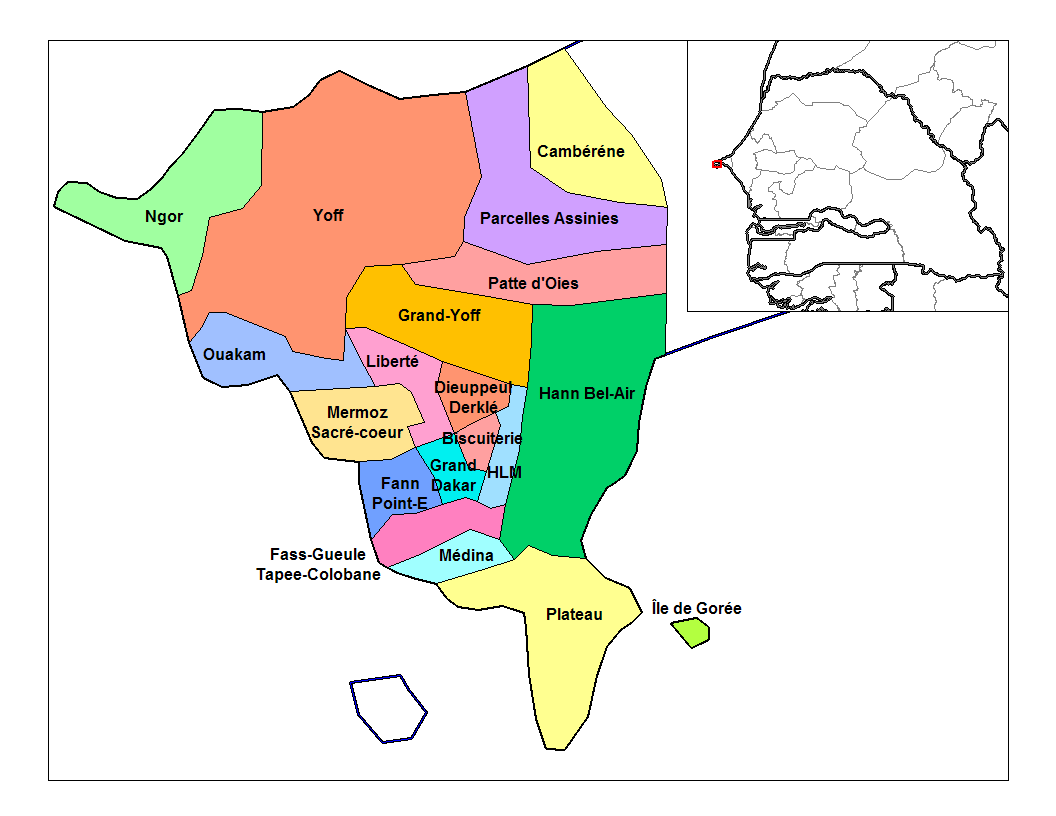
Comuni d'arrondissement di Dakar

- Arrondissement di Parcelles Assainies
- Arrondissement di Plateau/Gorée

Il dipartimento di Dakar è suddiviso in 19 Comuni d'arrondissement.
Diourbel
- Arrondissement di Ndindy
- Arrondissement di Ndoulo

Fatick
- Arrondissement di Diakhao
- Arrondissement di Fimela
- Arrondissement di Naikhar
- Arrondissement di Tattguine

Foundiougne
- Arrondissement di Djilor
- Arrondissement di Niodior
- Arrondissement di Toubacouta

Gossas
- Arrondissement di Colobane
- Arrondissement di Kahone
- Arrondissement di Ouadiour

Guédiawaye
- Arrondissement di Guédiawaye

Kaffrine
- Arrondissement di Birkelane
- Arrondissement di Malem-Hodar
- Arrondissement di Nganda[1]

Kanel
- Arrondissement di Kanel
- Arrondissement di Semme

Kaolack
- Arrondissement di Gandiaye
- Arrondissement di Ndiedieng
- Arrondissement di Ndoffane

Kébémer
- Arrondissement di Darou Mousti
- Arrondissement di Ndande
- Arrondissement di Sagata

Kédougou
- Arrondissement di Bandafassi
- Arrondissement di Fongolimbi
- Arrondissement di Salemata
- Arrondissement di Saraya

Kolda
- Arrondissement di Dabo
- Arrondissement di Dioulacolon

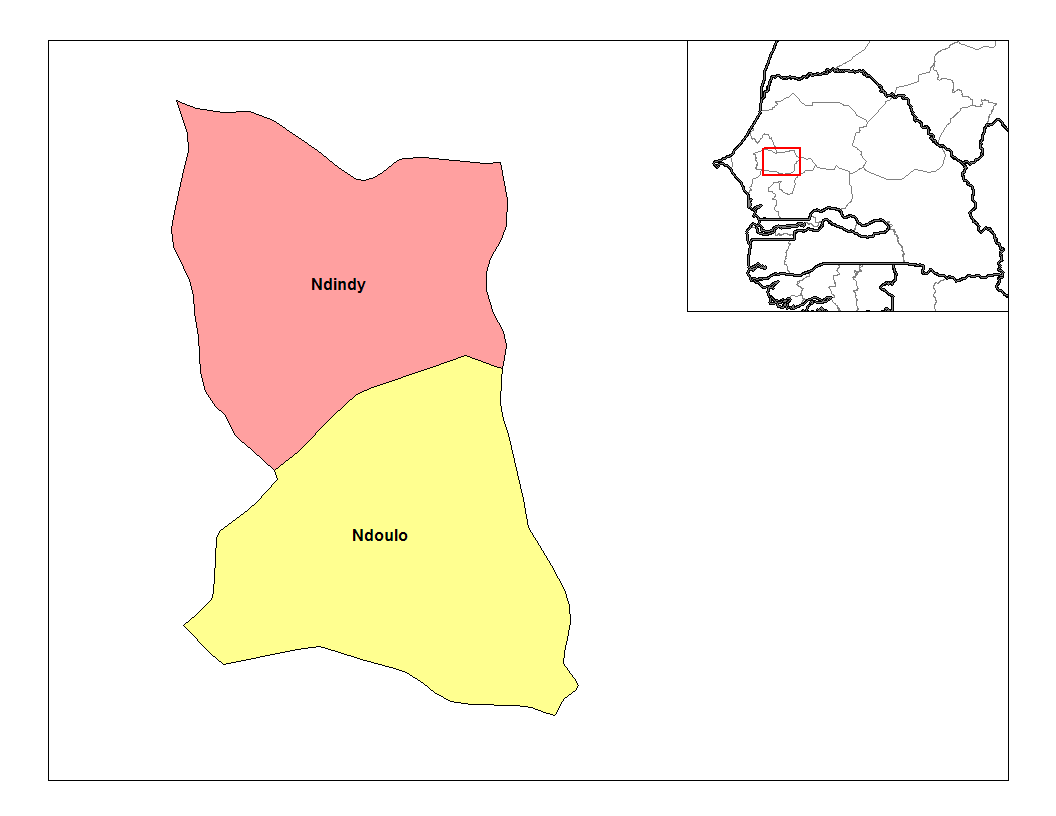
Arrondissement di Diourbel

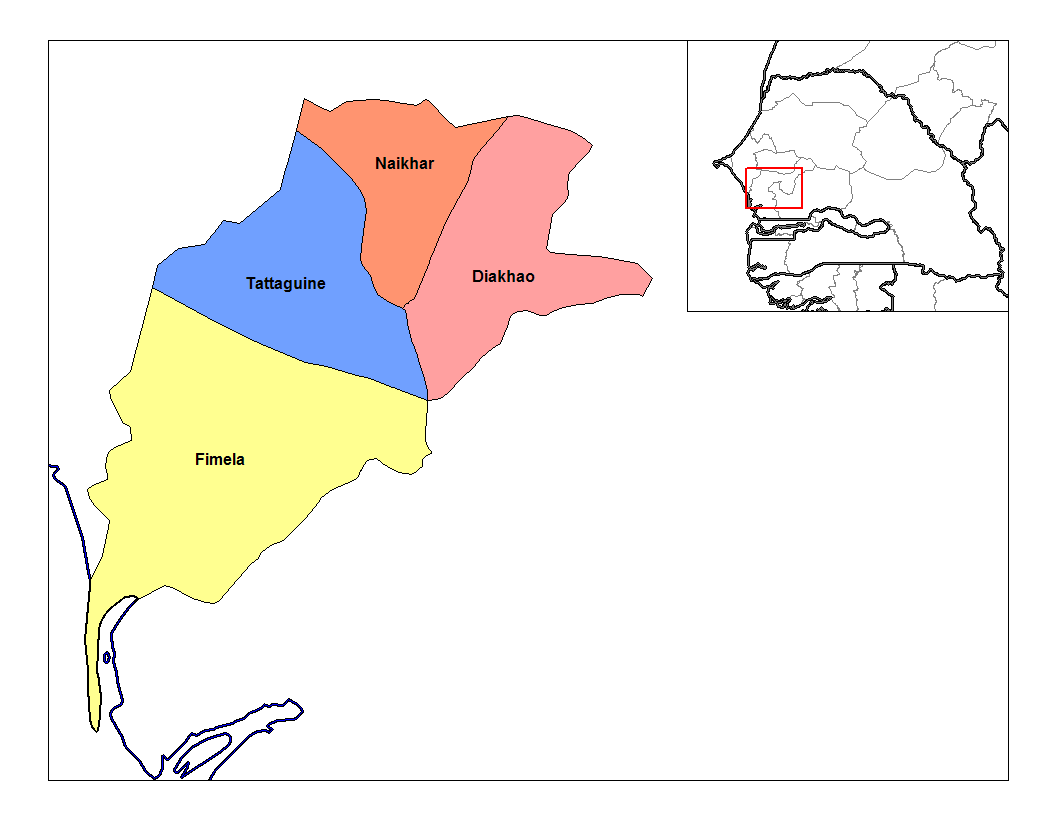
Arrondissement di Fatick

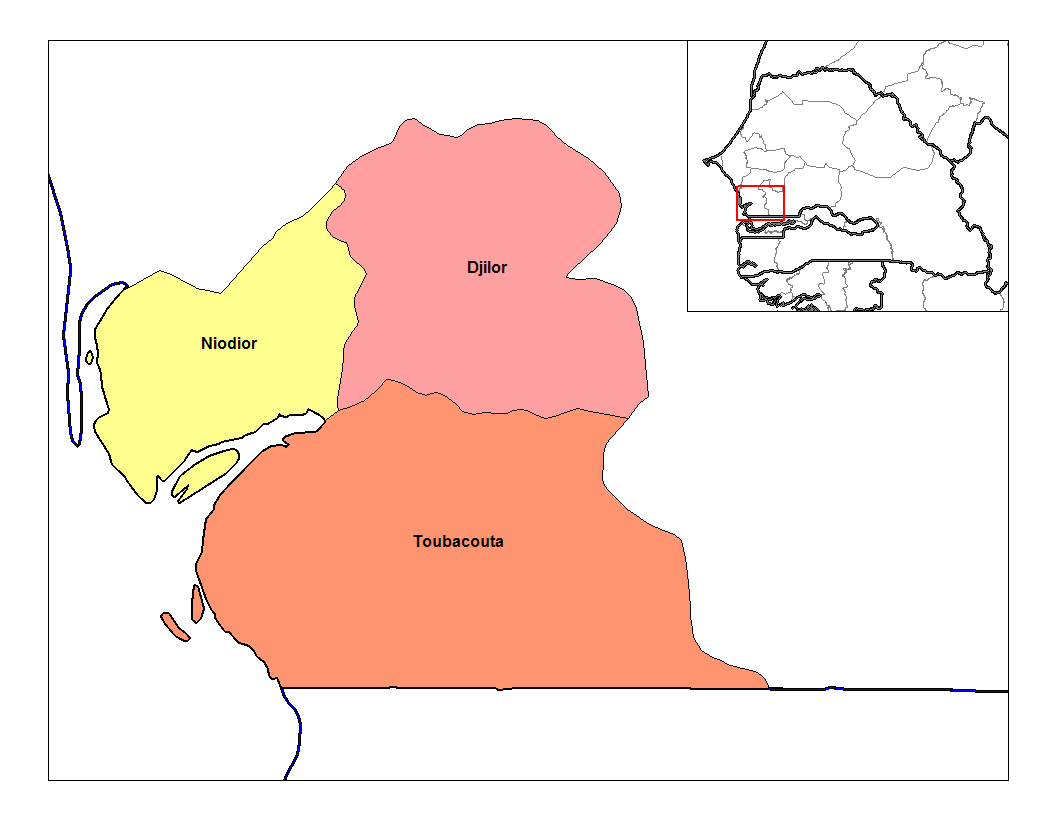
Arrondissement di Foundiougne

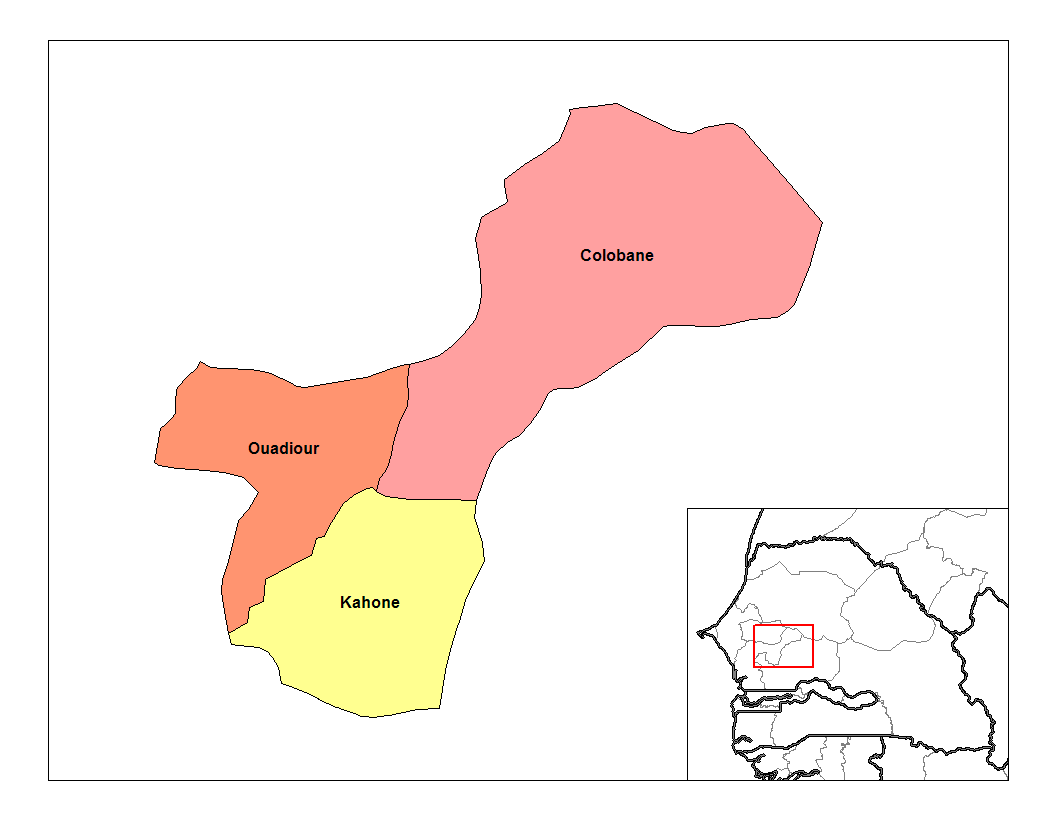
Arrondissement di Gossas

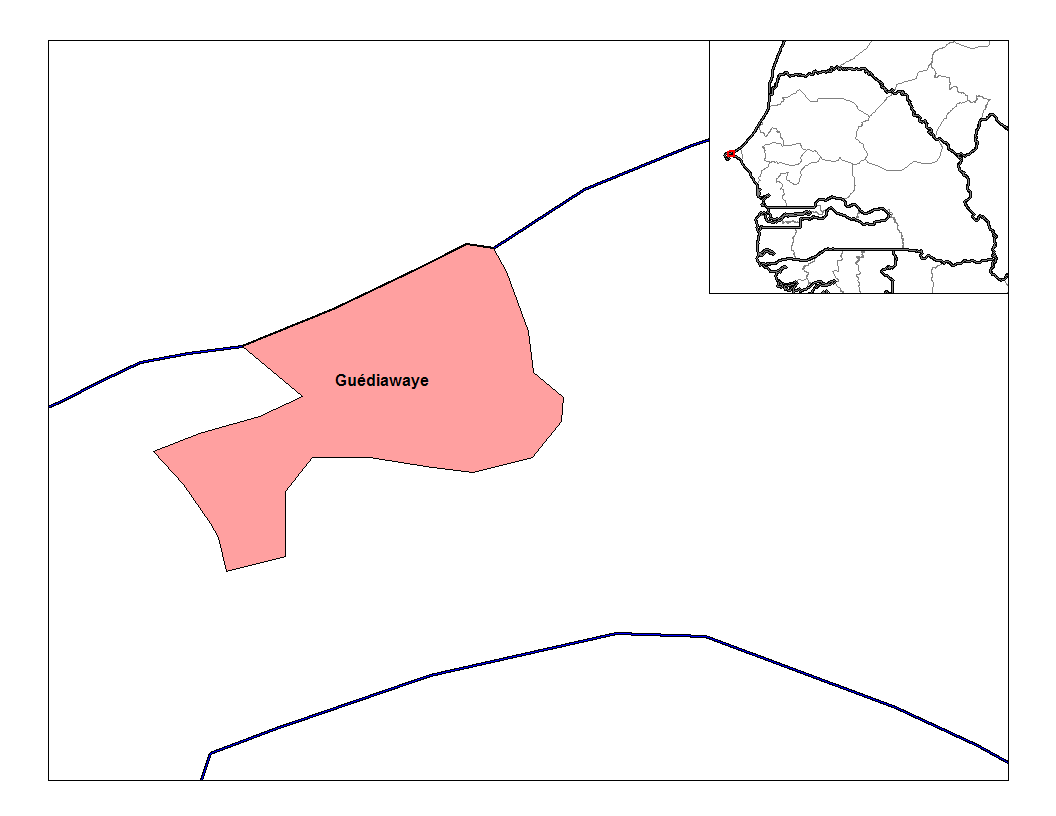
Arrondissement of Guédiawaye

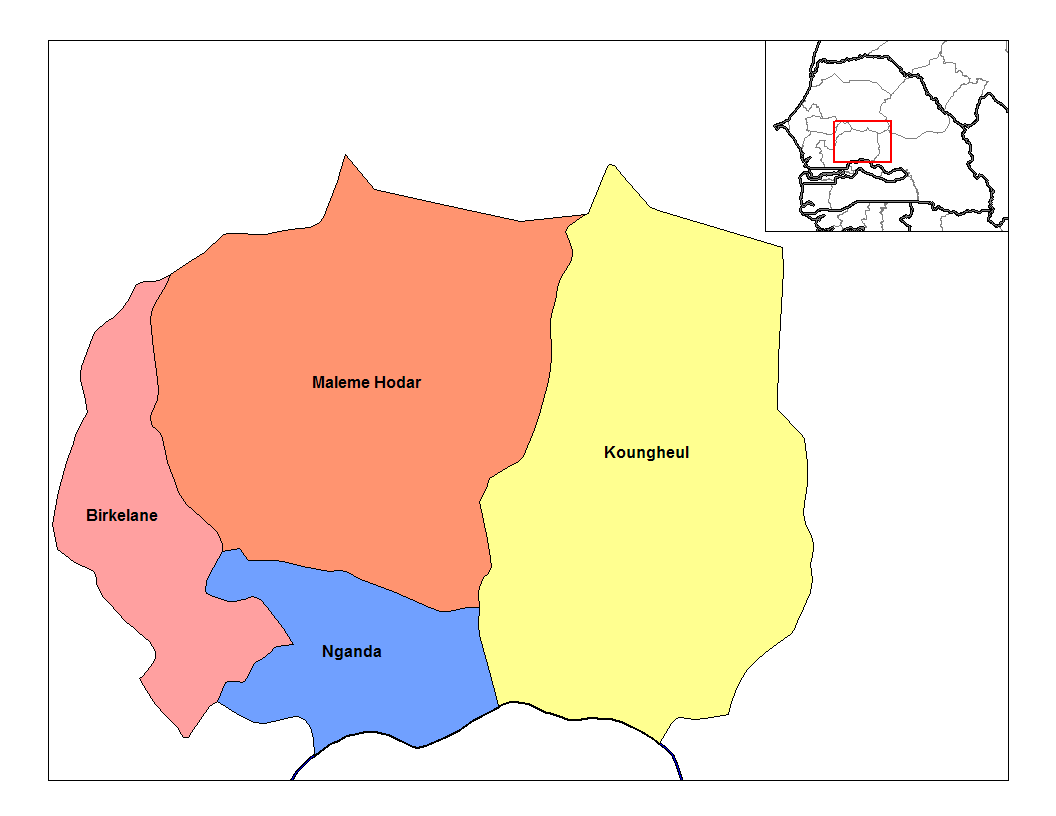
Arrondissement di Kaffrine: prima del 2006.

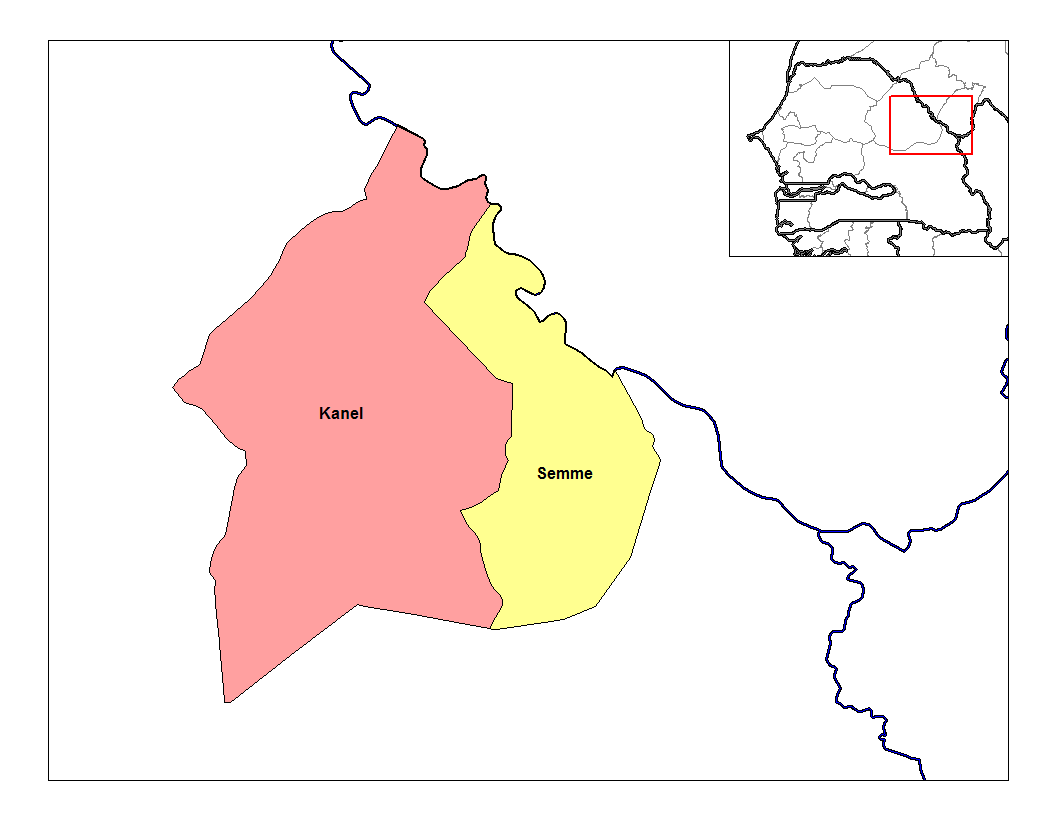
Arrondissement di Kanel

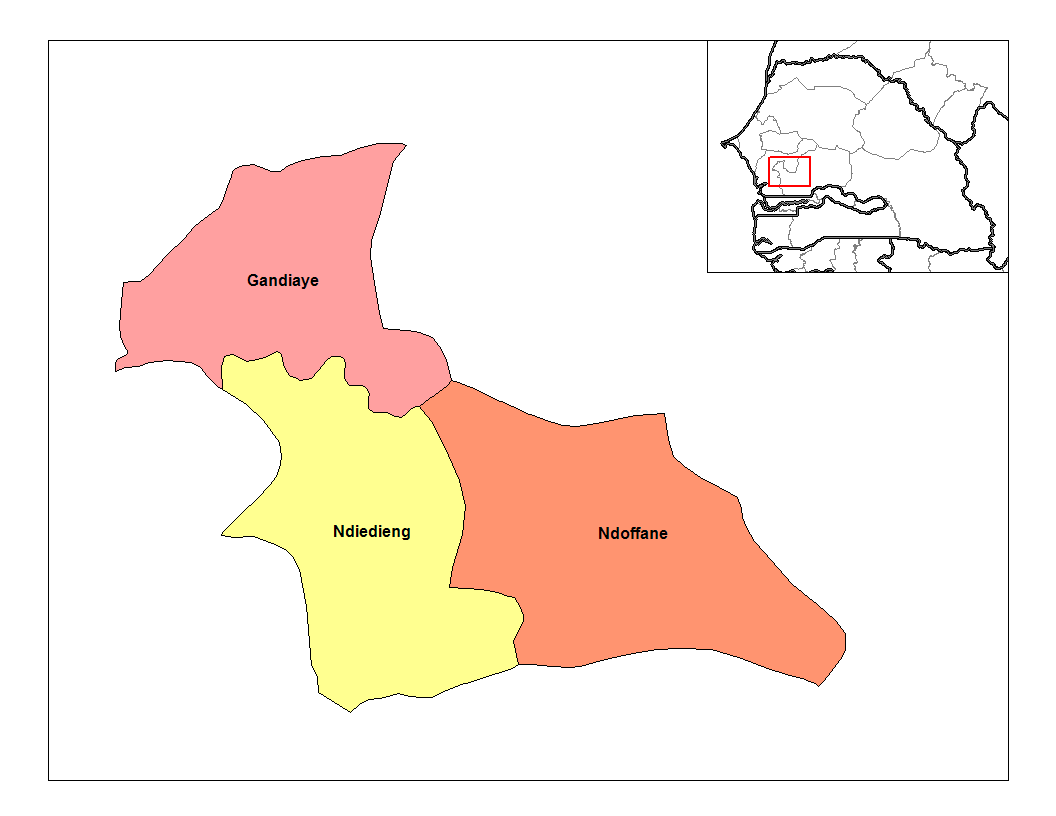
Arrondissement di Kaolack

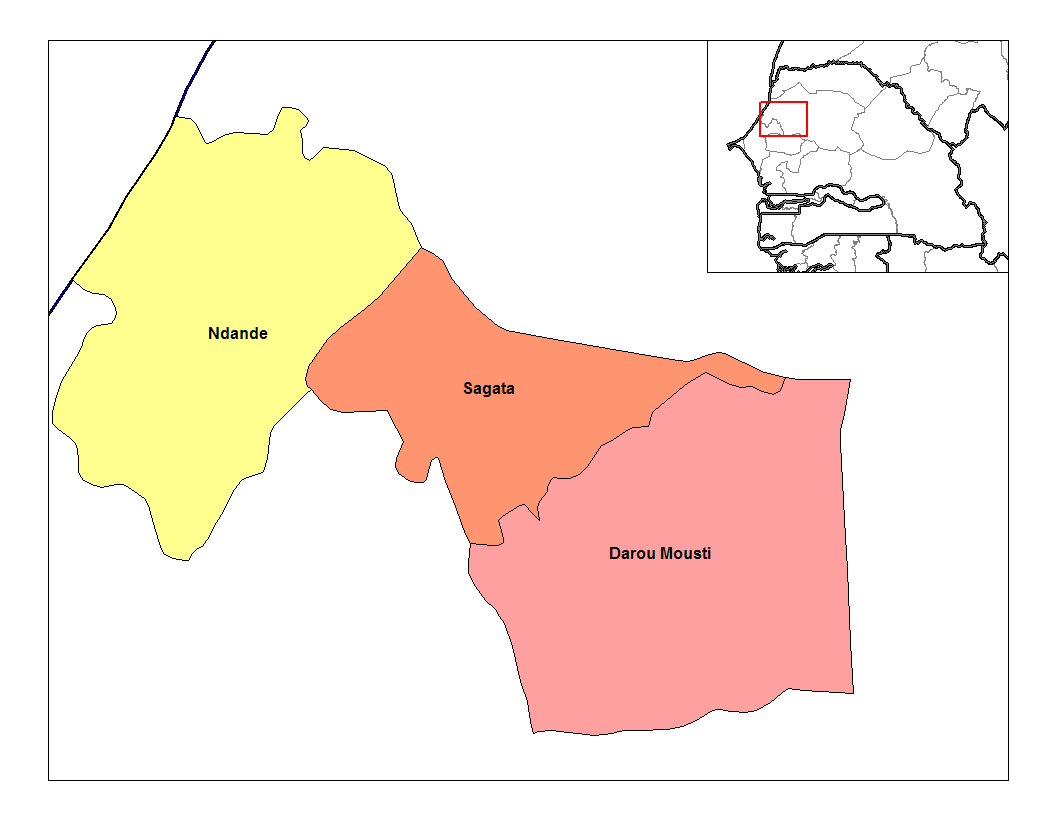
Arrondissement di Kébémer

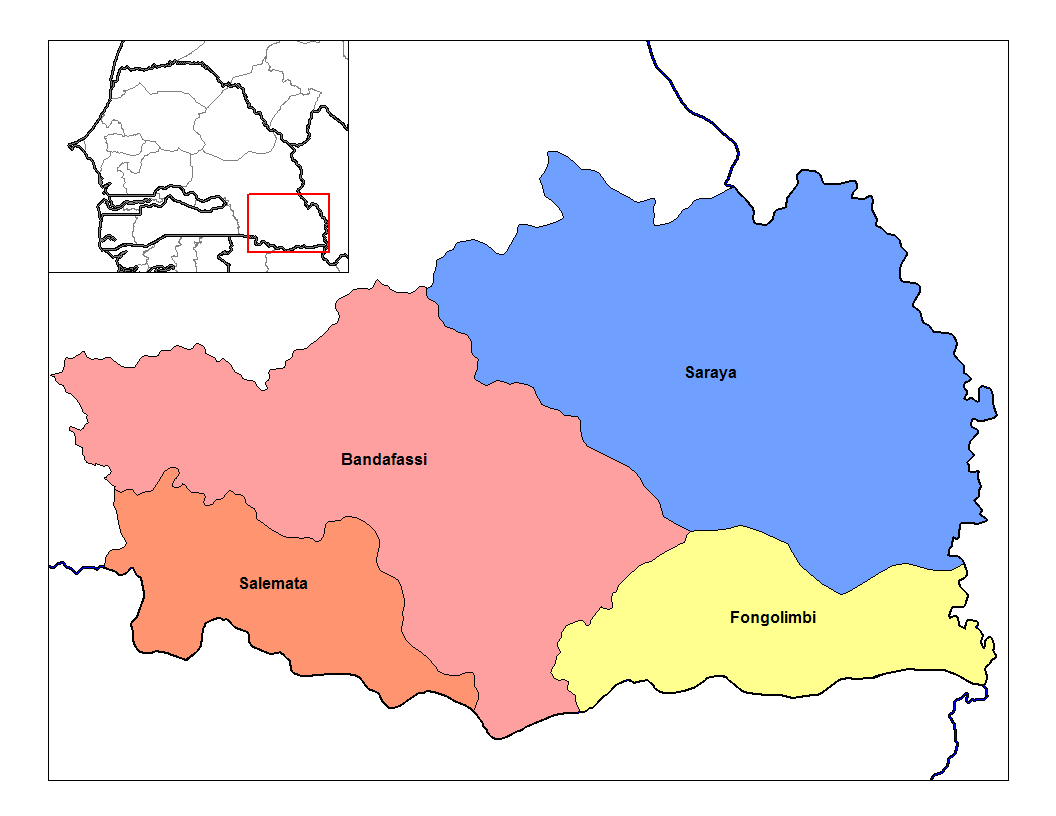
Arrondissement di Kédougou

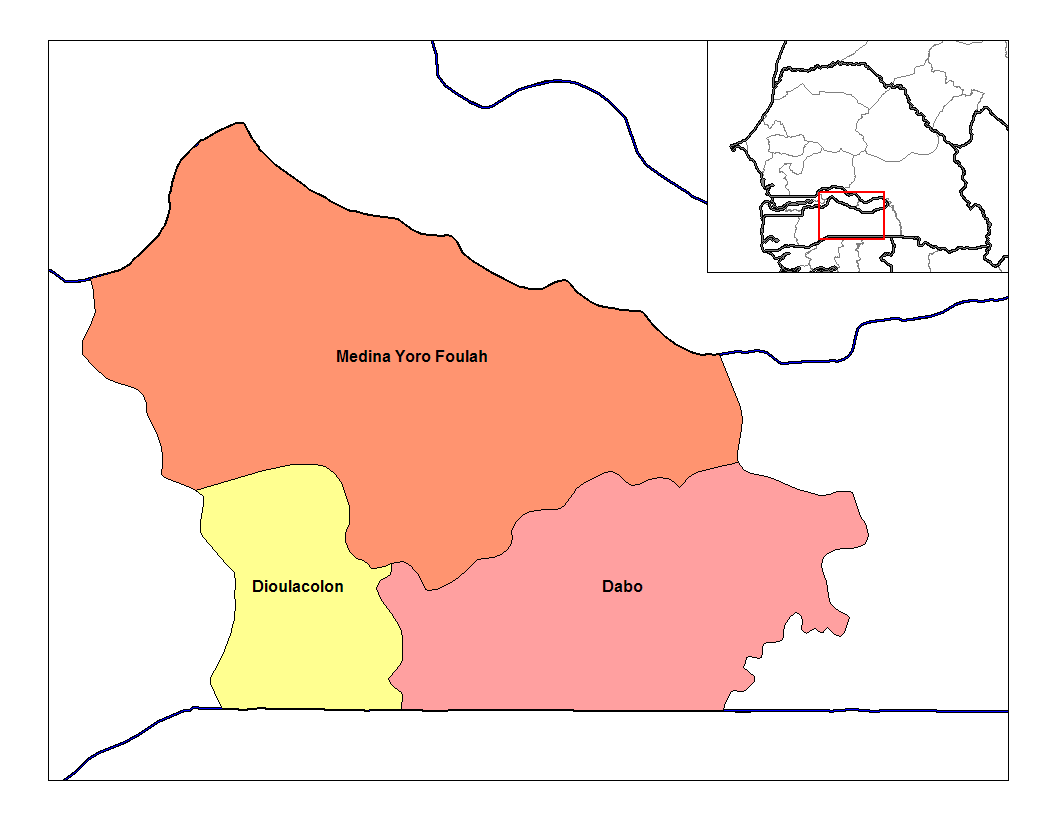
Arrondissement di Kolda

- Arrondissement di Medina Yoro Foulah

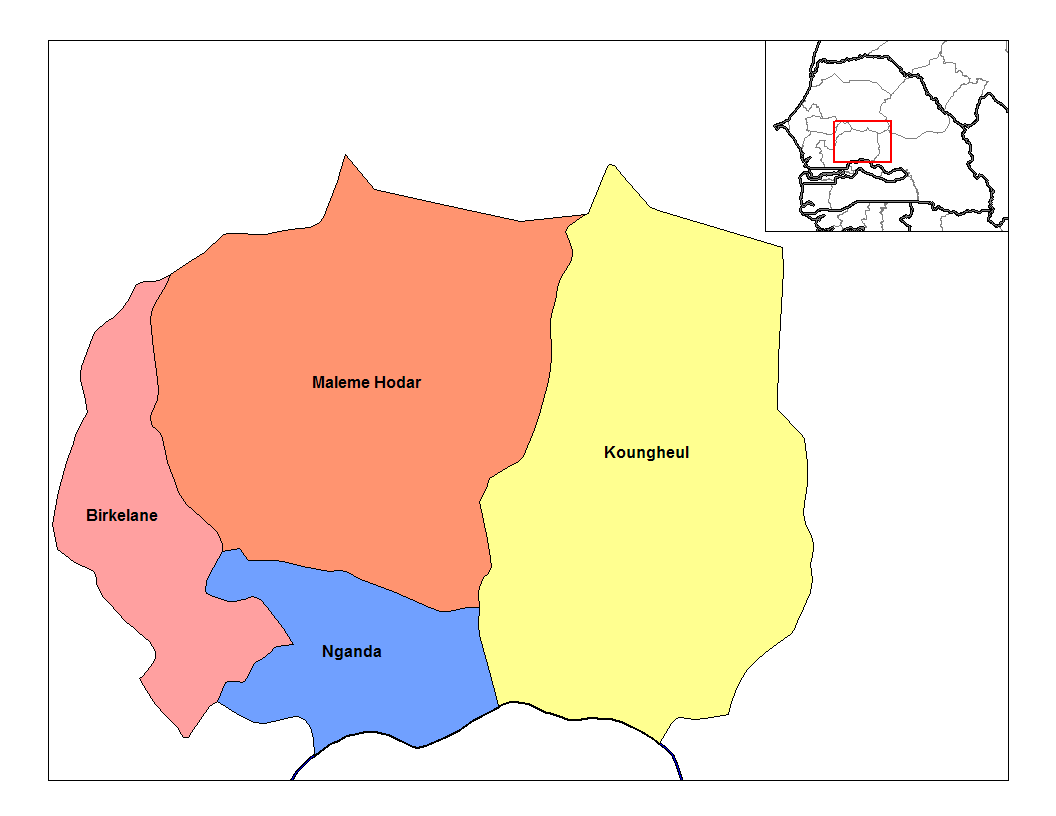
La metà orientale di Kaffrine comprende ora il dipartimento di Koungheul.

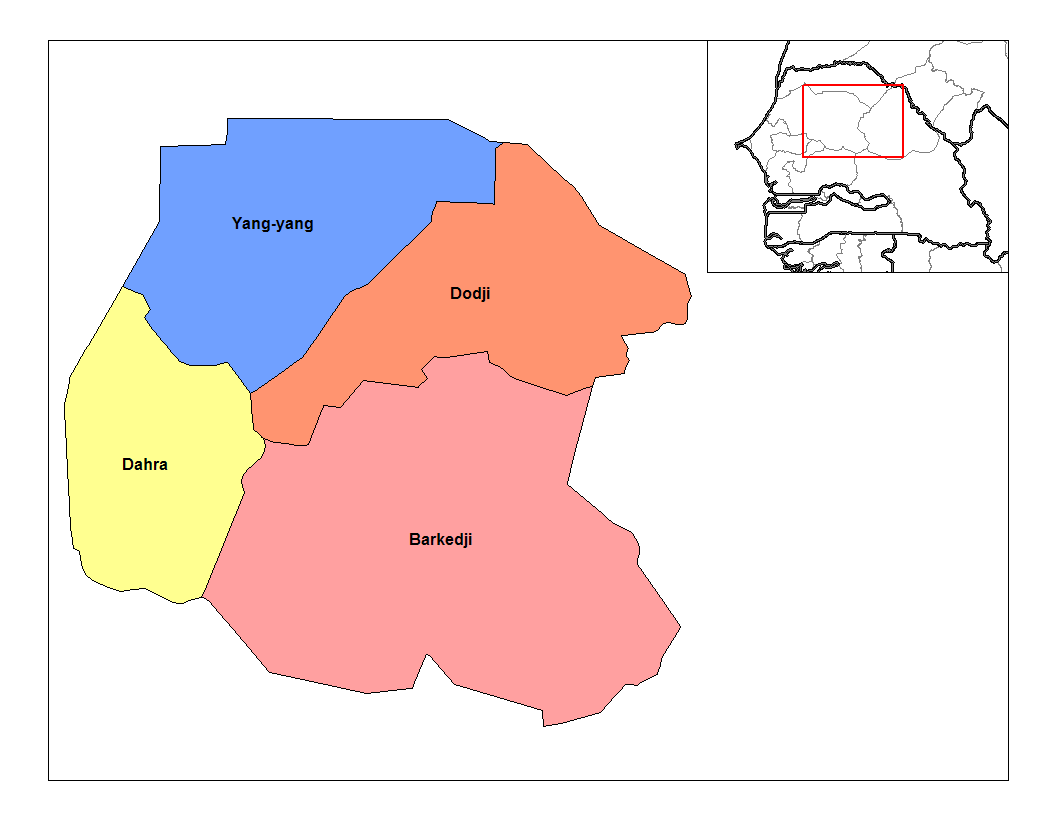
Arrondissement di Linguère

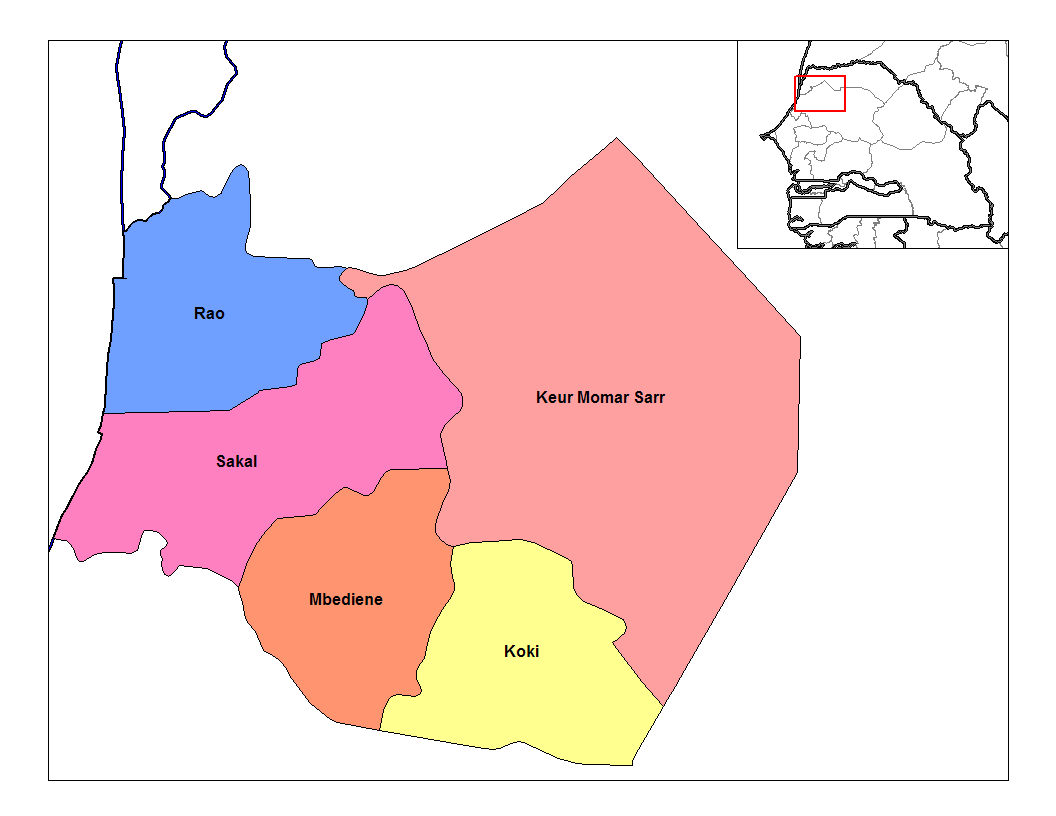
Arrondissement di Louga

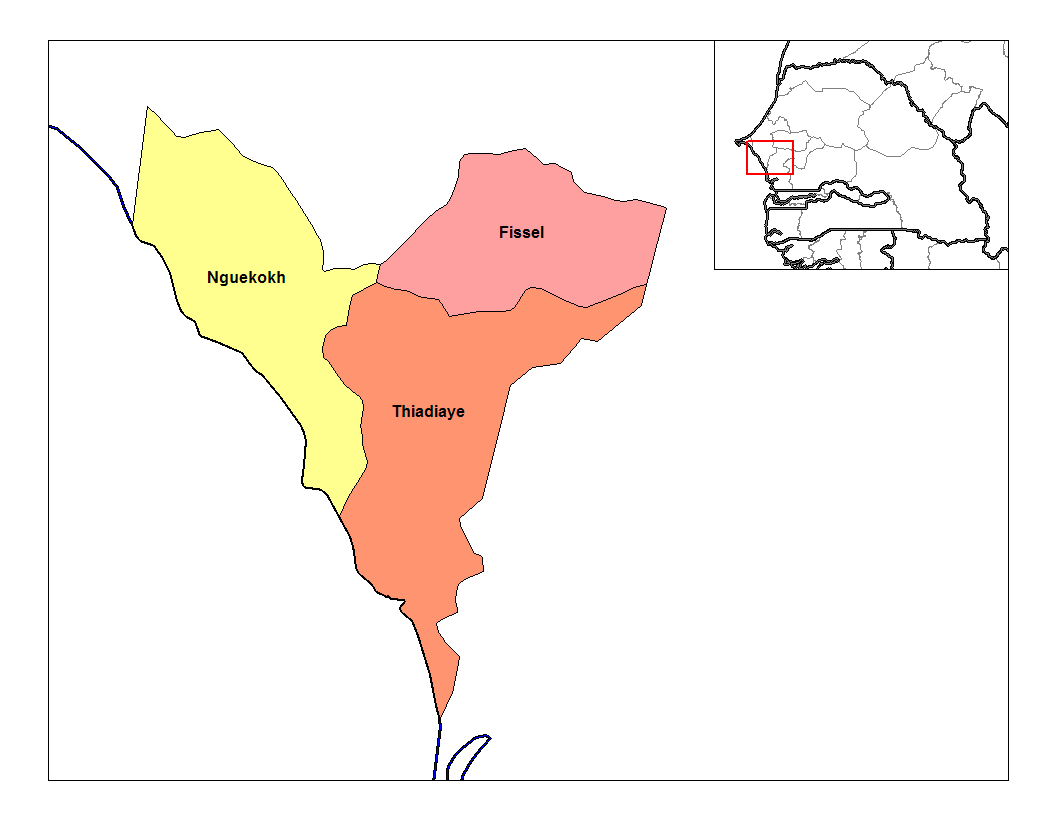
Arrondissement di M'bour

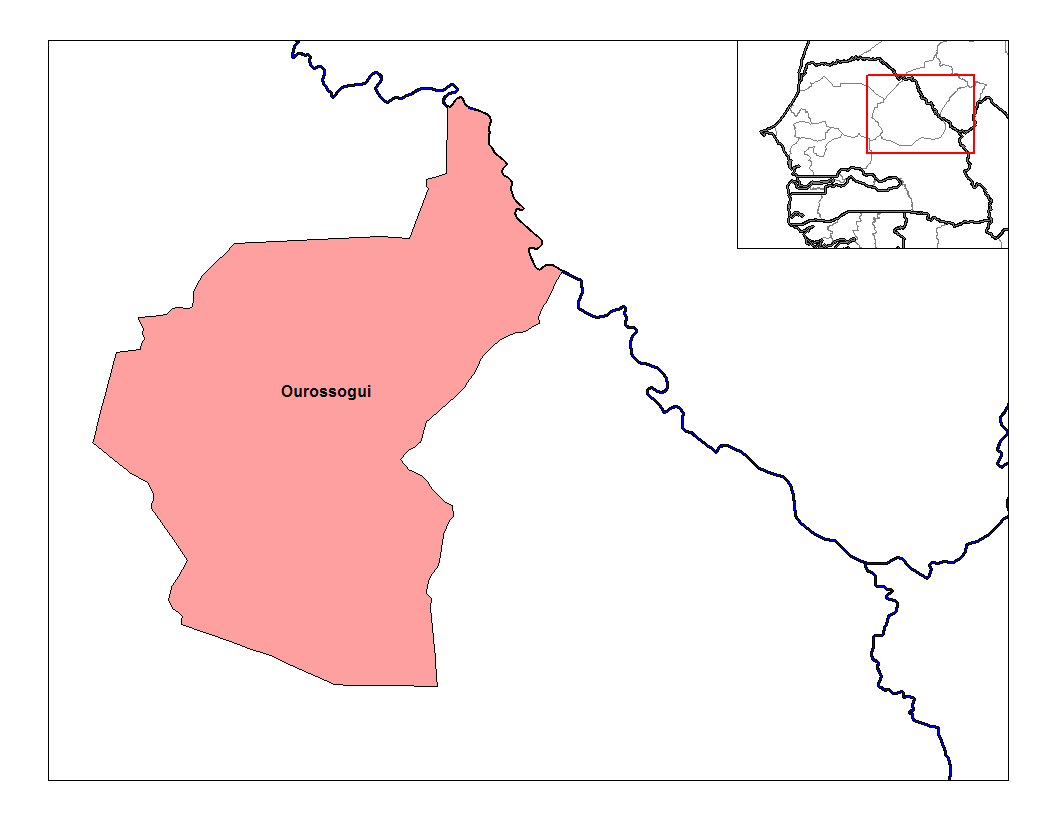
Arrondissement of Matam

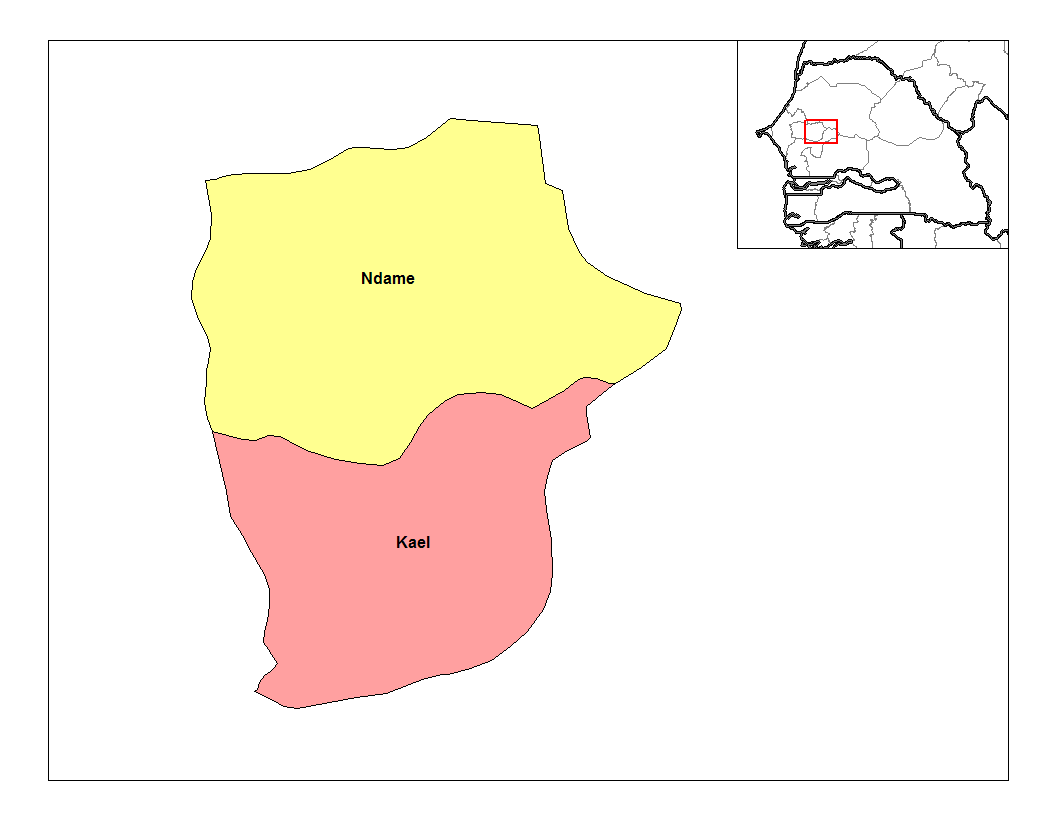
Arrondissement di Mbacké

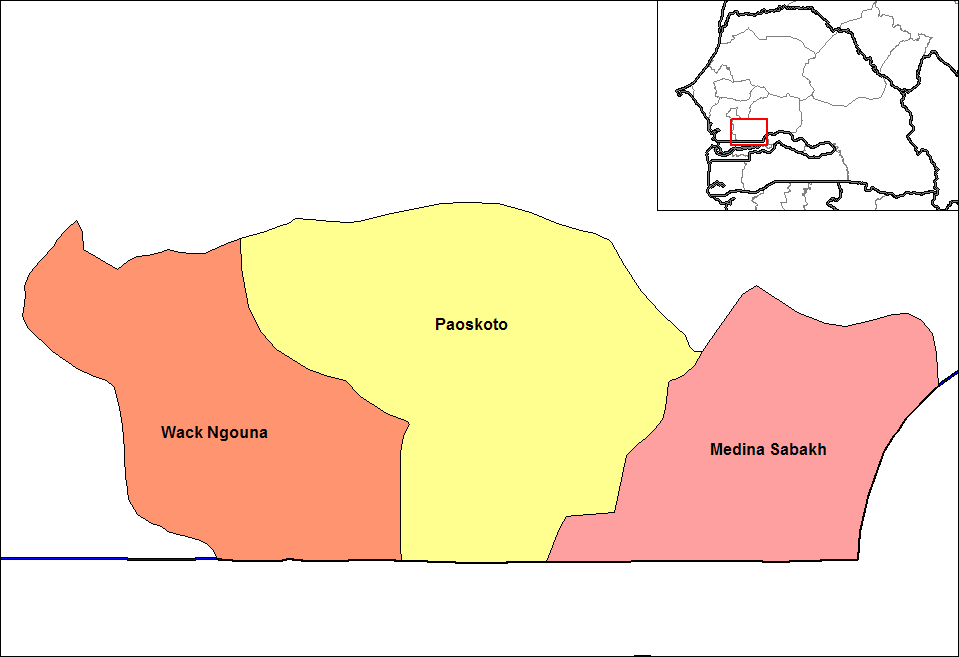
Arrondissement di Nioro du Rip

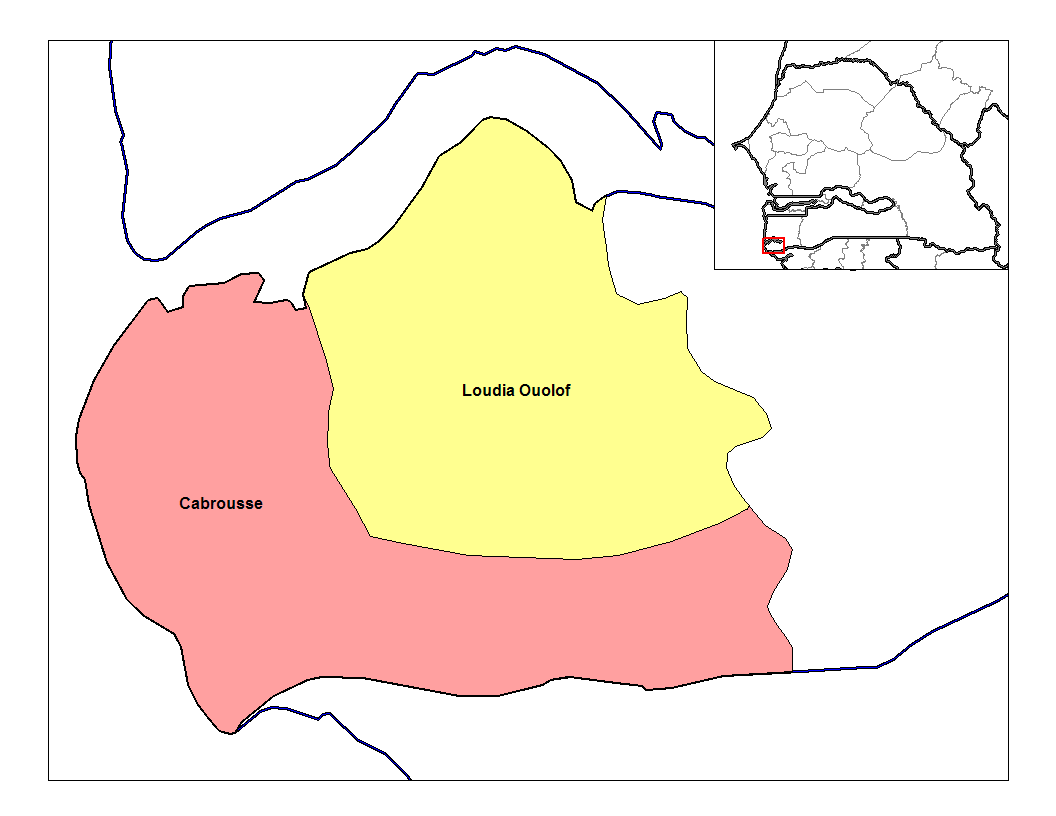
Arrondissement di Oussouye

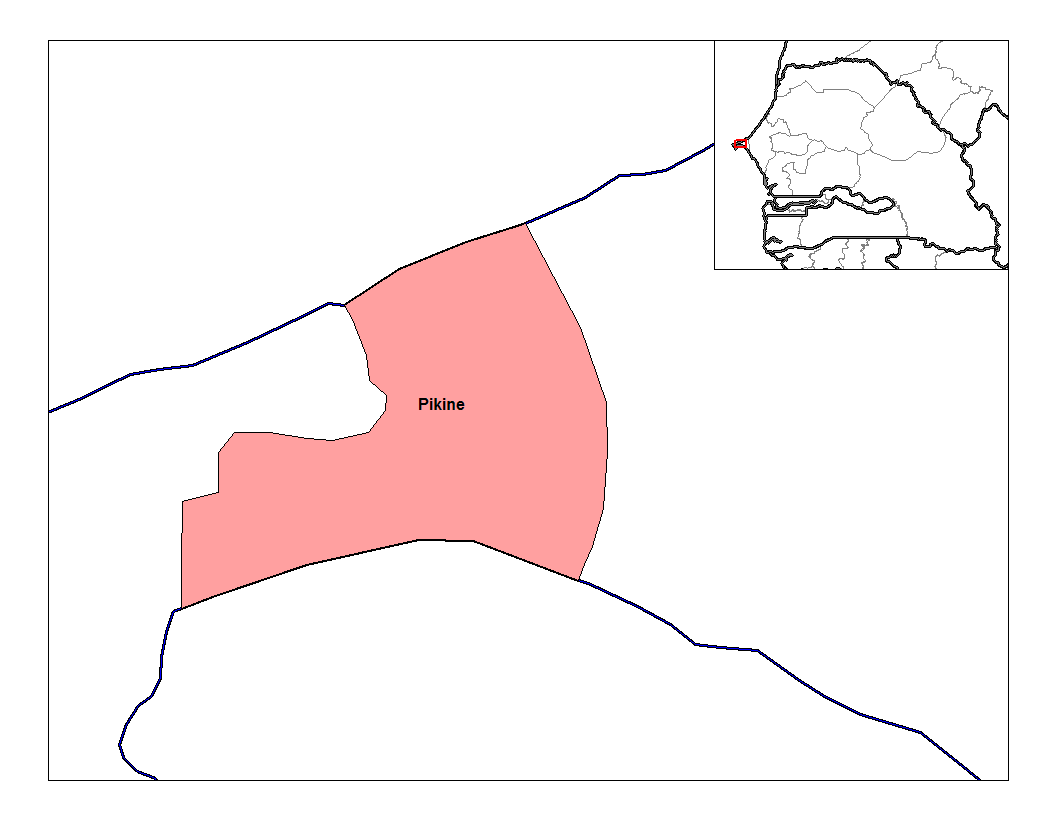
Arrondissement of Pikine

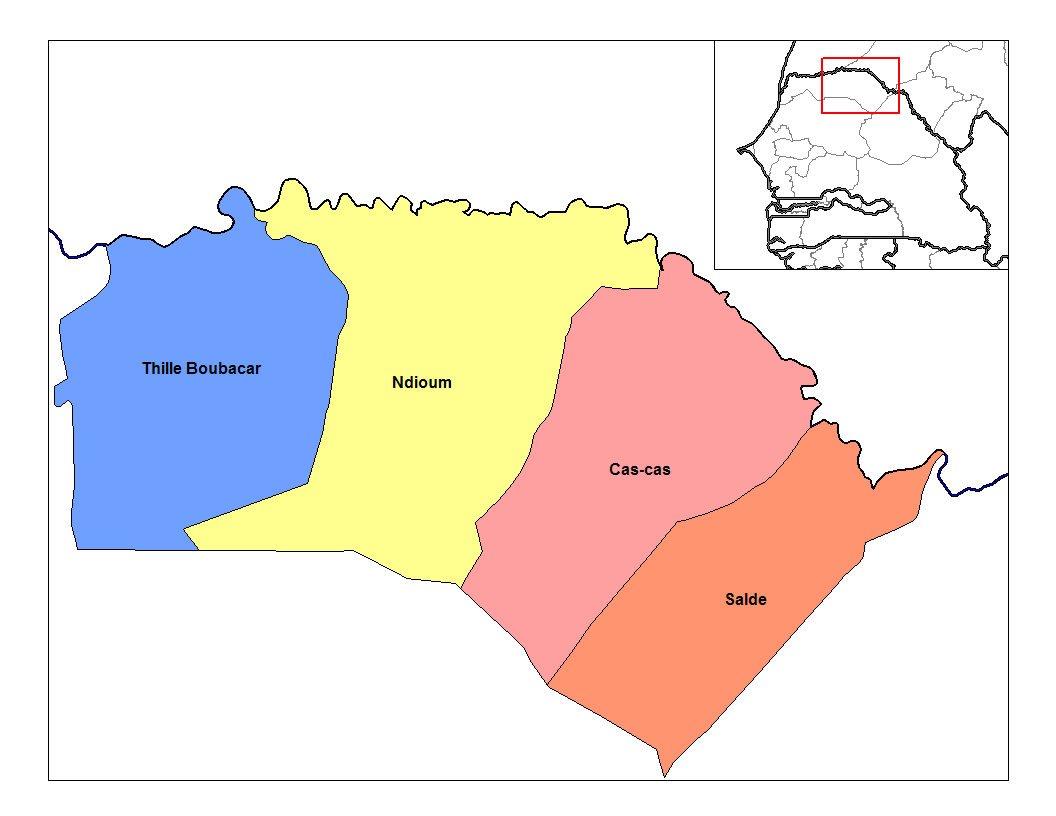
Arrondissement di Podor

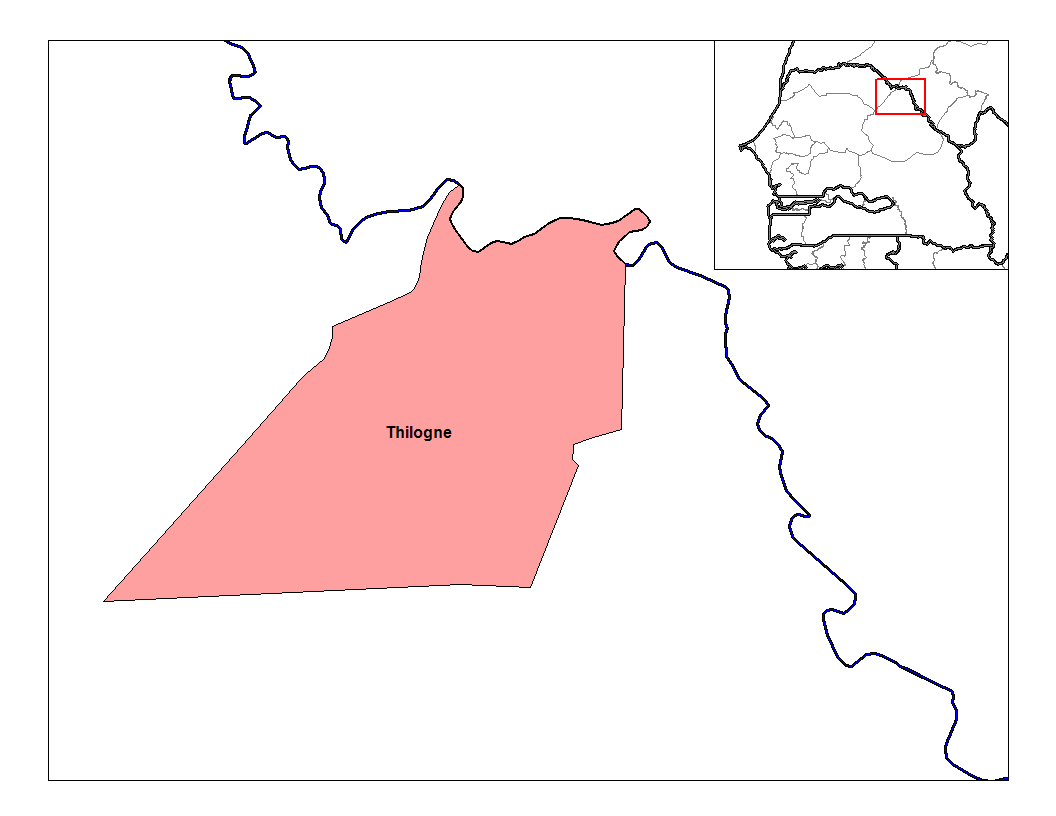
Arrondissement of Ranérou Ferlo

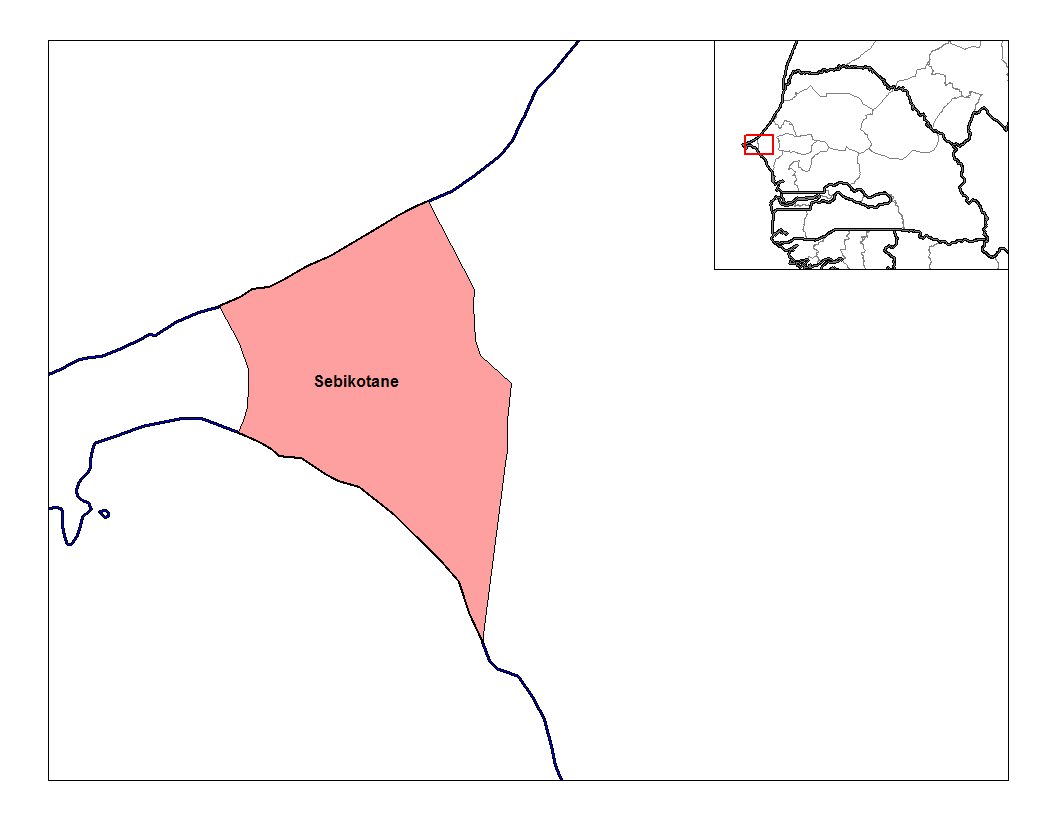
Arrondissement of Rufisque

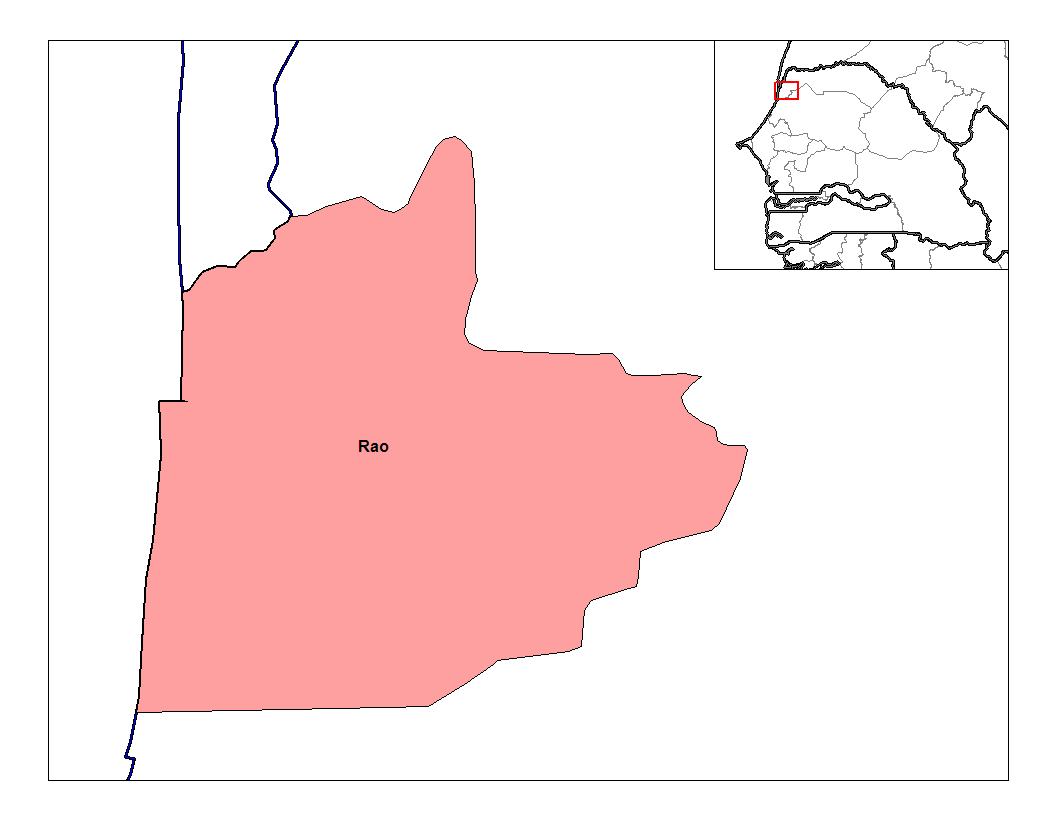
Arrondissement of Saint-Louis

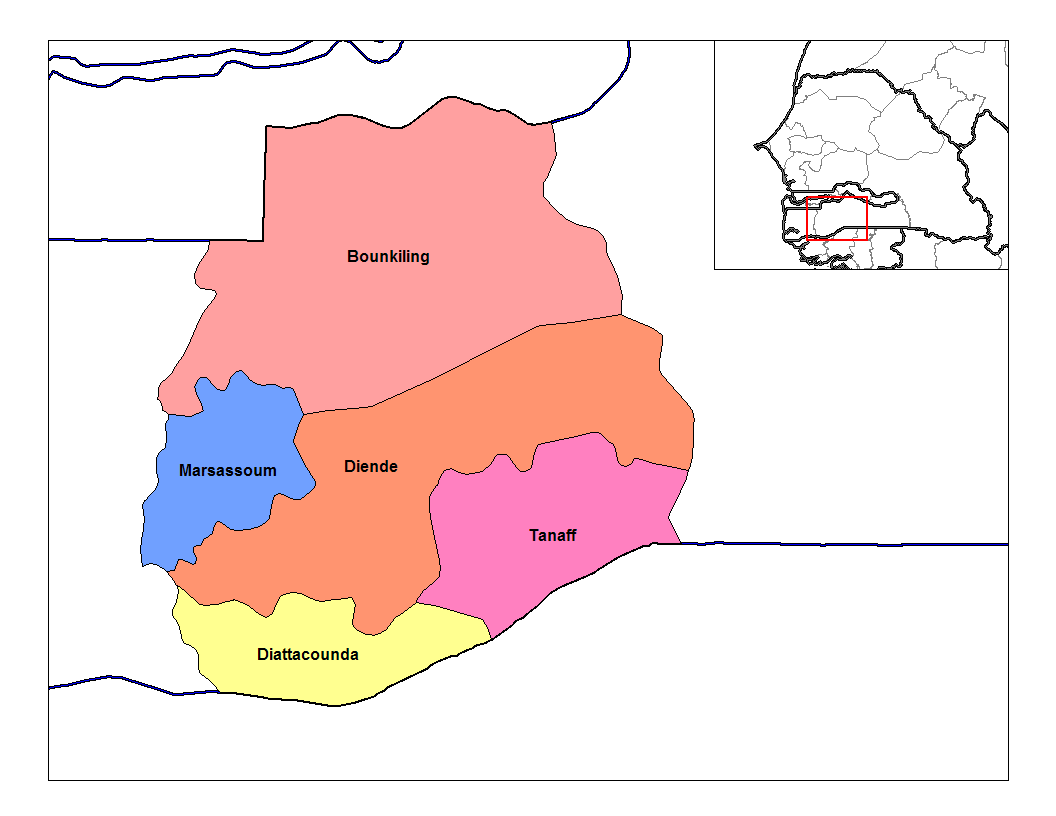
Arrondissement di Sédhiou

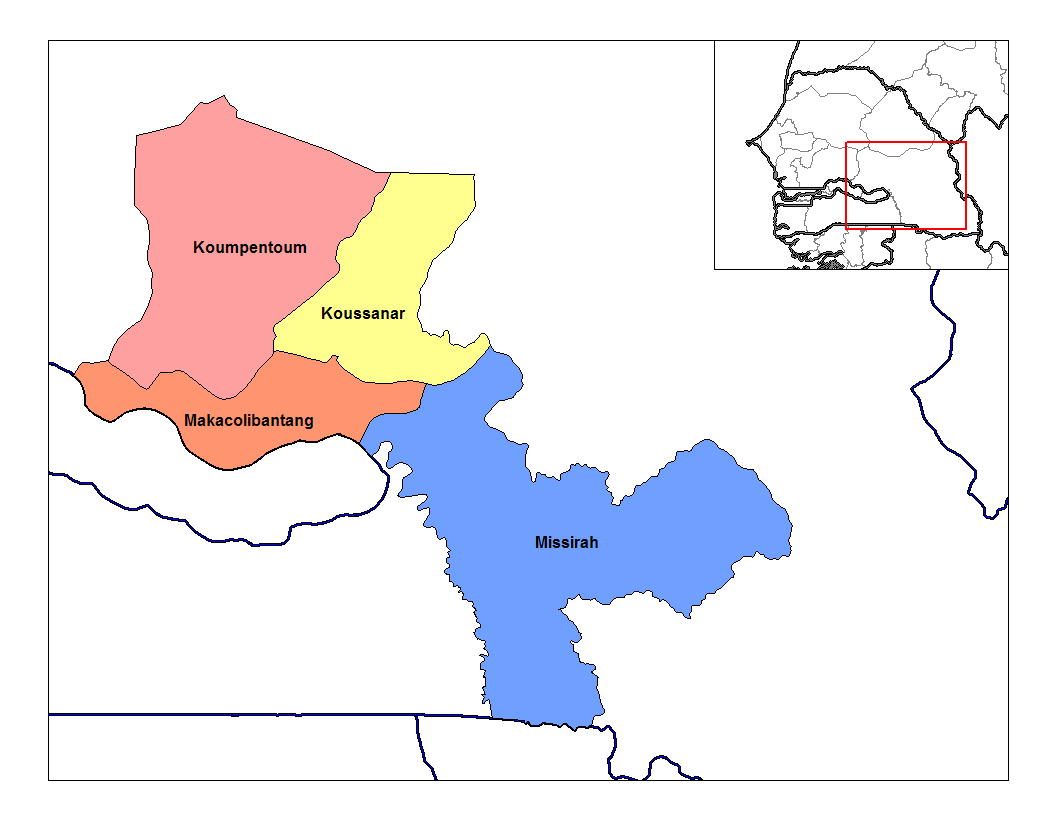
Arrondissement di Tambacounda

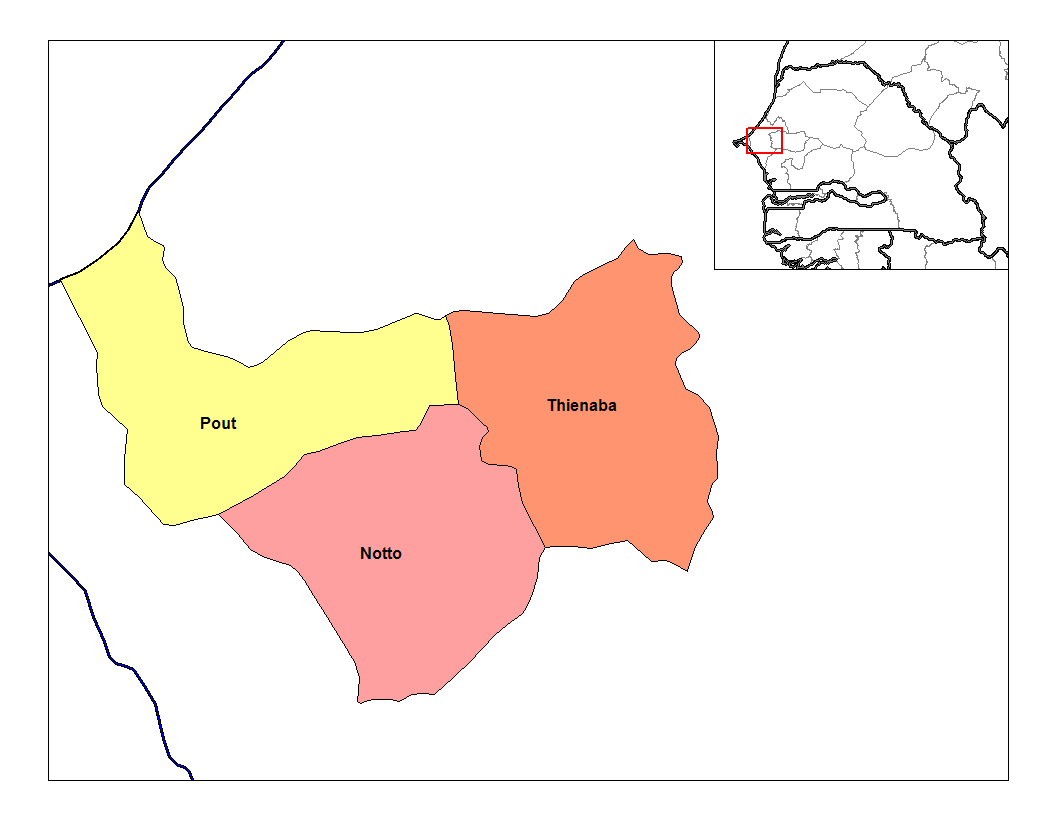
Arrondissement di Thiès

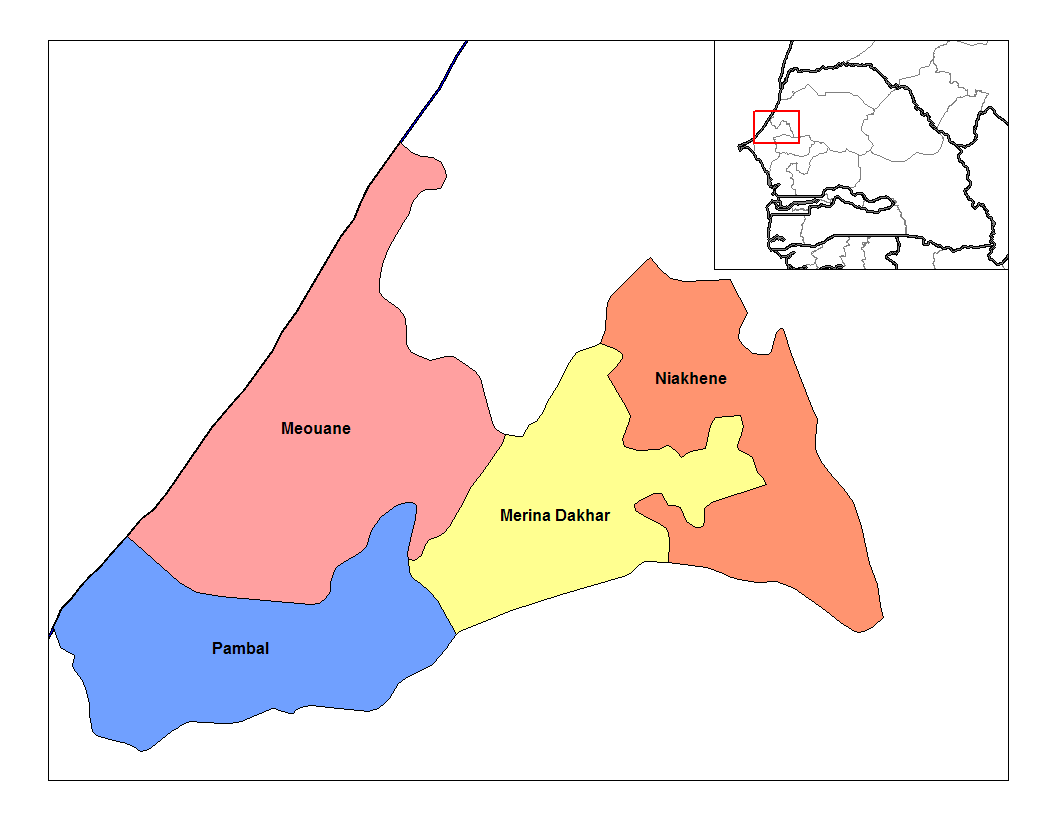
Arrondissement di Tivaouane

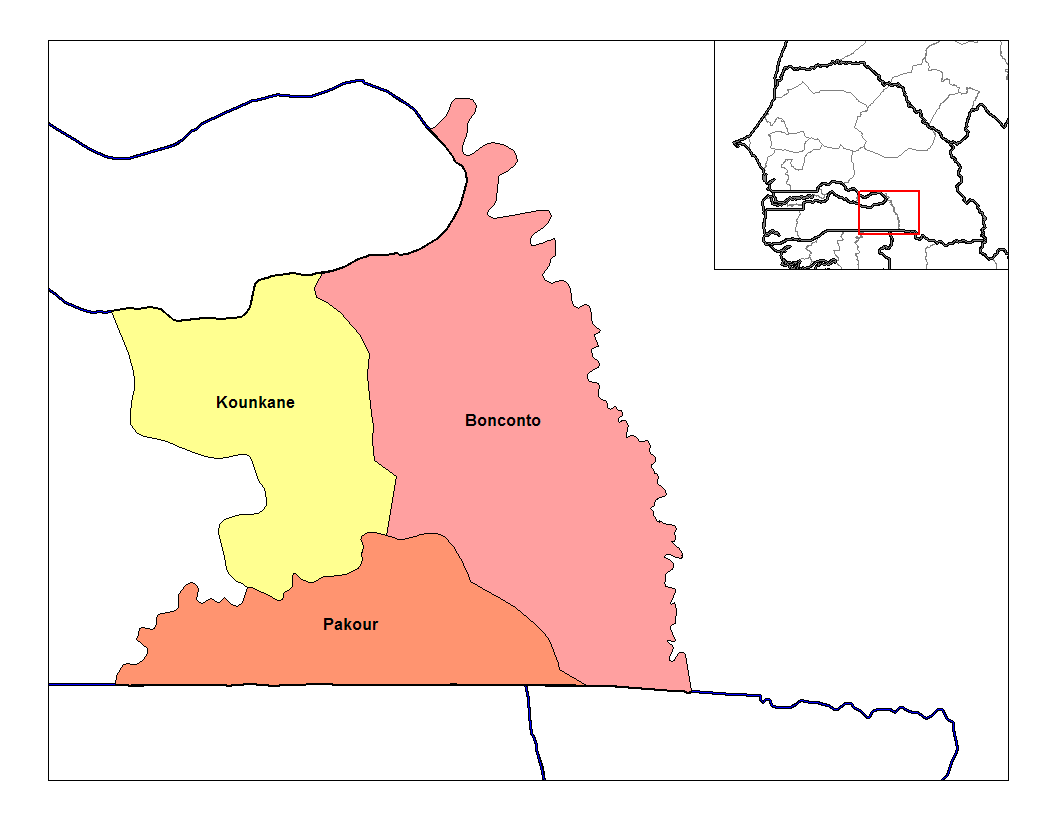
Arrondissement di Vélingara

Koungheul
- Arrondissement di Koungheul[2]
- Arrondissement di Maka-Yop

Linguère
- Arrondissement di Barkedji
- Arrondissement di Dahra
- Arrondissement di Dodji
- Arrondissement di Yang-Yang

Louga
- Arrondissement di Keur Momar Sarr
- Arrondissement di Koki
- Arrondissement di Mbediene
- Arrondissement di Sakal

M'bour
- Arrondissement di Fissel
- Arrondissement di Nguekokh
- Arrondissement di Thiadiaye

Matam
- Arrondissement di Ourossogui

Mbacké
- Arrondissement di Kael
- Arrondissement di Ndame

Nioro du Rip
- Arrondissement di Medina Sabakh
- Arrondissement di Paoskoto
- Arrondissement di Wack Ngouna

Oussouye
- Arrondissement di Cabrousse
- Arrondissement di Loudia Ouolof

Pikine
- Arrondissement di Pikine

Podor
- Arrondissement di Cas-Cas
- Arrondissement di Ndioum
- Arrondissement di Salde
- Arrondissement di Thille Boubacar

Ranérou Ferlo
- Arrondissement di Thilogne

Rufisque
- Arrondissement di Sebikotane

Saint-Louis
- Arrondissement di Rao

Sédhiou
- Arrondissement di Bounkiling
- Arrondissement di Diattacounda
- Arrondissement di Diende
- Arrondissement di Marsassoum
- Arrondissement di Tanaff

Tambacounda
- Arrondissement di Koumpentoum
- Arrondissement di Koussanar
- Arrondissement di Makacolibantang
- Arrondissement di Missirah

Thiès
- Arrondissement di Notto
- Arrondissement di Pout
- Arrondissement di Thienaba

Tivaouane
- Arrondissement di Meouane
- Arrondissement di Merina Dakhar
- Arrondissement di Niakhene
- Arrondissement di Pambal

Vélingara
- Arrondissement di Bonconto
- Arrondissement di Kounkane
- Arrondissement di Pakour

Ziguinchor
- Arrondissement di Niaguis
- Arrondissement di Nyassia